# وقت تأخير تنشيط السم
ينتمي وقت تأخير تنشيط السم إلى فئة من أدوية العلاج الكيميائي تُعرف باسم العوامل المضادة للسرطان عالية الخصوصية. هذه عملية لتصنيع أدوية العلاج الكيميائي وإدارتها في شكل دواء بدائي غير سام. بعد ذلك بعد تأخير زمني للسماح بالتركيز في السرطان المستهدف أو الأنسجة أو الخلايا الغازية، يتم تعديل الدواء غير السام بعد ذلك بواسطة دواء تنشيط لتوفير مستويات سامة لعامل فعال دوائيًا بشكل انتقائي للقضية المستهدفة. هذا يقلل من سمية الخلايا السليمة، ويقلل من الآثار الجانبية الضارة للعلاج الكيميائي.
تم اقتراح هذه الفكرة لأول مرة من قبل الدكتور إيفان هاريس ووكر في عام 1980.